# Wolfgang Güldenpfennig
Wolfgang Güldenpfennig (Magdeburgo, 20 dicembre 1951) è un ex canottiere tedesco.

## Palmarès

### Olimpiadi
- 2 medaglie:
  - 1 oro (Montréal 1976 nel quattro di coppia)
  - 1 bronzo (Monaco di Baviera 1972 nel singolo)

### Mondiali
- 2 medaglie:
  - 2 ori (Nottingham 1975 nel quattro di coppia; Amsterdam 1977 nel quattro di coppia)

### Europei
- 1 medaglia:
  - 1 bronzo (Mosca 1973 nel singolo)